# Maler (dokumentarfilm)
|  | Denne artikel er oprettet af botten Steenthbot ud fra en ekstern database. Den kan derfor have sproglige fejl eller mangler. Denne skabelon kan fjernes efter kontrol af indholdet. |

 For alternative betydninger, se Maler (flertydig). (Se også artikler, som begynder med Maler)
Maler er en dansk dokumentarfilm fra 2003 instrueret af Claus Bohm.

## Handling
Hvordan skabes kunsten? Hvilke tanker gør en maler sig om sit billede? Hvad er det for kræfter, der styrer hans arbejde? Filmen er en rejse igennem fire maleres atelierer i Dorset (England), København og Berlin og handler om kunst som håndværk og erkendelsesform. I en stram og enkel form forsøger filmen gennem sine portrætter at skabe en oplevelse af og indsigt i nogle af billedkunstens hemmeligheder og spørgsmål.